# Grotella dis
Grotella dis är en fjärilsart som beskrevs av Augustus Radcliffe Grote 1883. Grotella dis ingår i släktet Grotella och familjen nattflyn. Inga underarter finns listade i Catalogue of Life.